# Тисалйок
Тисалйок (угор. Tiszalök) — місто в медьє Саболч-Сатмар-Береґ в Угорщині. Статус міста з 1992 року.

## Населення
Місто займає площу 58,72 км², там проживає 5 665 жителів (за даними 2010 року). За даними 2001 року, майже 98 % жителів міста — угорці, 2 % — цигани.

## Розташування
Місто розташоване на річці Тиса приблизно за 26 км на захід від міста Ньїредьгаза. У місті є залізнична станція.
На річці Тиса діє гідроелектростанція.
| Угорщина | Це незавершена стаття з географії Угорщини. Ви можете допомогти проєкту, виправивши або дописавши її. |